# Försvarets rationaliseringsinstitut

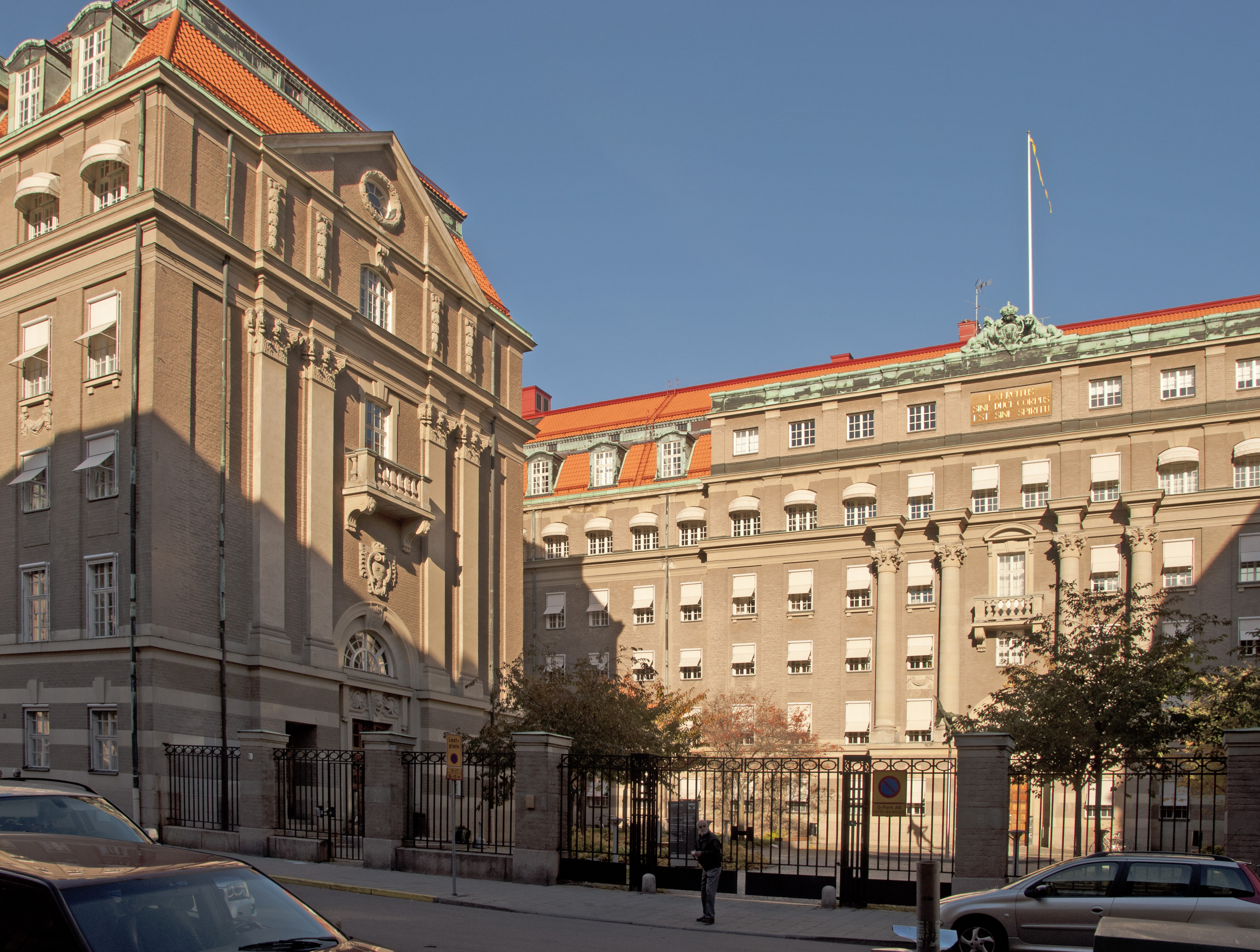
Östermalmsgatan 87

Försvarets rationaliseringsinstitut (FRI) var ett utredningsorgan direkt under försvarsdepartementet. Institutet genomförde och medverkar i större rationaliseringsundersökningar, teknik- och metodutveckling, rationaliseringsutbildning med mera.
FRI hade ett hundratal anställda och hade sitt säte på Östermalmsgatan 87 i Stockholm.
Huvuddelen av FRI:s utredningspersonal hade civil högskoleutbildning. Arbetet organiserades i projekt där projektledare direkt inför verkschefen ansvarade för institutets insatser. De kanske mest kända insatserna är införandet av UGL och Kronflyg.

## Historia
FRI bildades 1968 efter beslut av riksdagen angående organisation med mera av försvarets rationaliseringsverksamhet (prop. 1968:35). Utgångspunkt för propositionen var en promemoria upprättad inom försvarsdepartementet grundad på militära rationaliseringsutredningens betänkande (Stencil Fö 1965:7). Statskontorets militära enhet ersattes därmed av ett centralt verk.
Vid starten 1968 övertog institutet de lokaler på Vasagatan 36 i Stockholm som Statskontorets dittillsvarande militära enhet hade nyttjat. En del av verksamheterna fick dock inte plats där. FRI:s verksamhet samlades först 1971, i förhyrda lokaler på Sehlstedsgatan 11 i Stockholm. Institutet flyttade 1983 till Östermalmsgatan 87.
Över tid ändrades metoderna för styrning, planering och genomförande av rationaliseringsverksamheten, där de enskilda verksamheternas ansvar betonats starkare än förr. Institutet kom därför all mindre att vara en central rationaliseringsmyndighet och mera att bli en samlad expert- och konsultroll som stöd i förändringsarbetet. Regeringen föreslog därför att FRI skulle upphöra som egen myndighet den 1 juli 1991 (Prop. 1990/91:100).

## Chefer
- Alf Resare (1968–1981)
- Gunnar Petri (1981–1988)
- Ingvar Ehrling (1988–1991)